# Mimasura
Mimasura es un género de lepidópteros perteneciente a la familia Noctuidae. Es originario de Asia, África y Australia.

## Especies
- Mimasura albiceris Turner, 1903
- Mimasura asticta Hampson, 1910
- Mimasura clara Holland, 1893
- Mimasura disticta Hampson, 1910
- Mimasura impuncta Hampson, 1910
- Mimasura innotata Hampson, 1910
- Mimasura miltochristodes Hampson, 1918
- Mimasura pseudopyralis Berio, 1937
- Mimasura quadripuncta Hampson, 1910
- Mimasura simplex Rebel, 1907
- Mimasura strigicostalis Hampson, 1910
- Mimasura tripunctoides Poole, 1989
- Mimasura unipuncta Hampson, 1902